# Jeff Demps
Jeffery "Jeff" Demps (Winter Garden, 8 de janeiro de 1990) é um atleta norte-americano, especialista nos 100 metros rasos. Também é jogador de futebol americano, já tendo defendido as equipes do New England Patriots, Tampa Bay Buccaneers e Indianapolis Colts na posição de Running Back.

## Carreira no atletismo
Demps participou do revezamento 4x100m nos Jogos Olímpicos de Londres 2012, onde a equipe dos EUA conquistou inicialmente a medalha de prata. Porém, em maio de 2015, a equipe foi desclassificada após a confirmação de doping de Tyson Gay, outro membro da equipe, por uso de esteroides.

## Carreira no futebol americano
Demps jogou como running back pela Universidade da Flórida e teve passagens pela NFL, atuando pelo New England Patriots, Tampa Bay Buccaneers e Indianapolis Colts.